# Asclépios
«  Esculape » redirige ici. Pour les autres significations, voir Esculape (homonymie).
Pour les articles homonymes, voir Asclépios (homonymie).

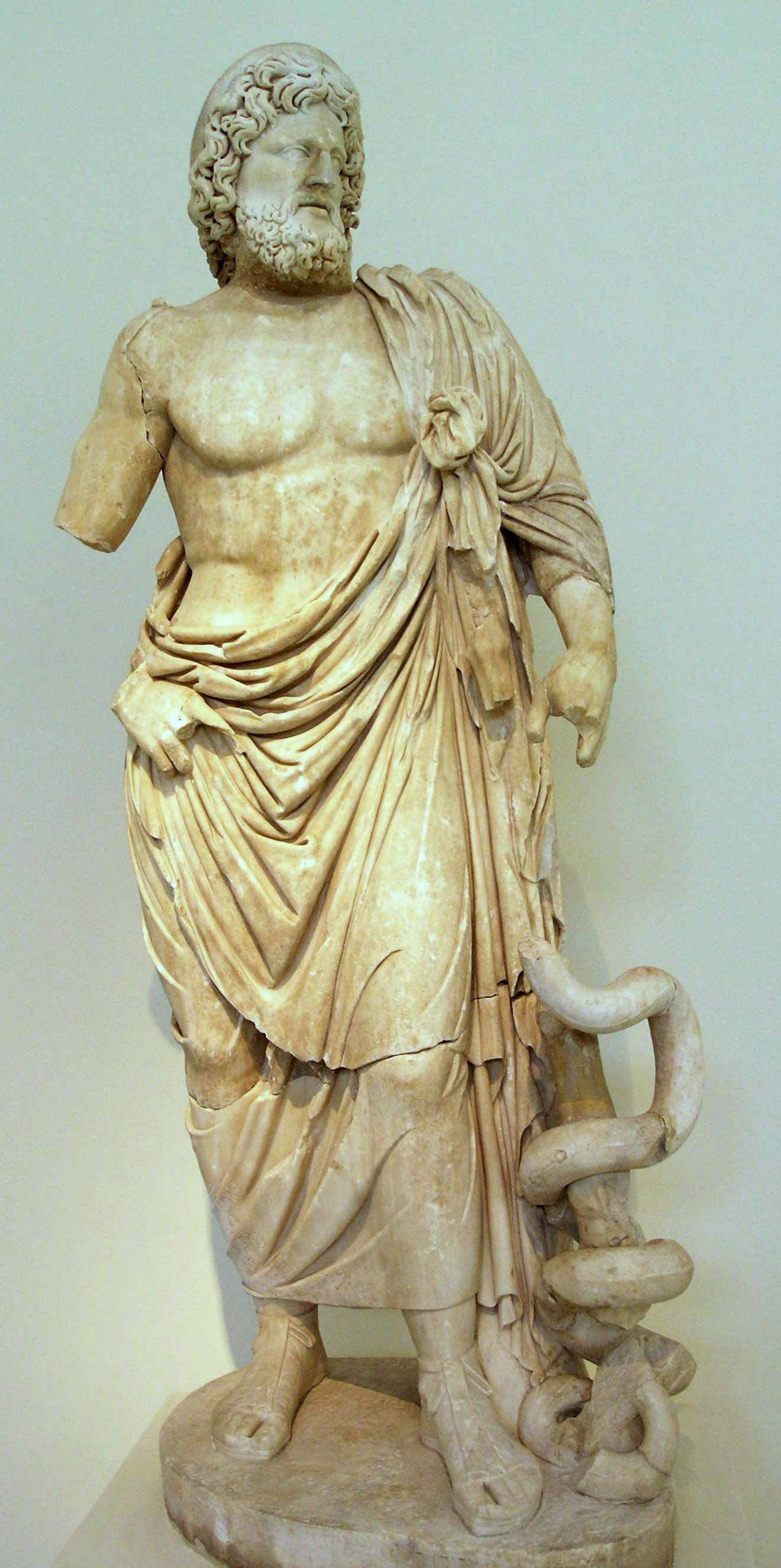
Statue d'Asclépios du sanctuaire d'Épidaure, copie d'un original du IVe siècle av. J.-C., musée national archéologique d'Athènes.

Dans la mythologie grecque, Asclépios (en grec ancien Ἀσκληπιός / Asklêpiós ou Esculape qui est le nom en français du dieu grec, en latin Aesculapius) est dans l'épopée homérique un héros thessalien puis, à l'époque classique, le dieu gréco-romain de la médecine. Fils d'Apollon, il meurt foudroyé par Zeus pour avoir ressuscité les morts, avant d'être placé dans le ciel sous la forme de la constellation du Serpentaire.
Son attribut principal est le bâton d'Esculape, autour duquel s'enroule un serpent, symbole de la médecine (à ne pas confondre avec le caducée de Mercure/Hermès où s’enroulent non pas un, mais deux serpents). Son principal lieu de culte est situé à Épidaure, où il guérit les pèlerins par incubation. Il est invoqué dans le serment d'Hippocrate aux côtés de son père Apollon et de ses filles principales Hygie et Panacée. Il est l'ancêtre mythique des Asclépiades, une dynastie de médecins exerçant à Cos et Cnide, dont Hippocrate est le plus illustre membre.

## Étymologie
L'étymologie de son nom est inconnue. On a suggéré qu'il était un dieu taupe en rapprochant son nom de celui de l'animal, σκάλοψ / ἀσπάλαξ (skálops / aspálax) ; la structure du tholos d'Épidaure serait également comparable aux galeries de la taupe. L'hypothèse n'est pas démontrable. D'autres investigations font dériver son nom du grec ancien "Asklapas" (serpent) ou du surnom de sa mère "Algia" (lumière, éclat).
De son nom dérive celui des Asclépiades, qui désigne ses fils Machaon et Podalire, puis la famille noble qui prétend en descendre, et par extension l'ensemble des médecins. « Asclépiade » est également un nom de personne, porté notamment par le poète alexandrin Asclépiade de Samos ou encore le médecin Asclépiade de Bithynie.
Les Grecs donnent le nom ἀσκληπιάς / asklêpiás (« herbe d'Asclépios ») à différentes plantes aux vertus médicinales, dont le dompte-venin officinal (Vincetoxicum hirundinaria). À l'époque moderne, en 1753, Carl von Linné nomme la famille Asclepiadaceae et le genre Asclepias en l'honneur du dieu. Les Asclepiadaceae sont actuellement considérées comme une sous-famille des Apocynaceae.

## Mythe

### Naissance
Asclépios est déjà mentionné par l'Iliade, où il est qualifié de « médecin irréprochable » et où l'on évoque des remèdes que le centaure Chiron lui a remis. Asclépios n'intervient pas personnellement, mais ses fils Machaon et Podalire prennent part à la guerre de Troie à la tête du contingent de Tricca en Thessalie. Selon le géographe Strabon, Asclépios est né sur les bords du Léthé, un cours d'eau des environs de Tricca.
Il existe plusieurs mythes relatifs à sa naissance. La version la plus reconnue en Grèce est celle reprise par Pindare, selon laquelle Asclépios est le fils d'Apollon et de Coronis, une Thessalienne. Alors qu'elle est enceinte du dieu, elle trompe ce dernier avec le mortel Ischys. Apollon, maître de la divination, perçoit la vérité, qui lui est également rapportée par une corneille. Il envoie alors sa sœur, Artémis, pourfendre l'infidèle de ses flèches, mais pris de pitié pour l'enfant à naître, Apollon arrache ce dernier du ventre de sa mère qui se consume sur le bûcher. Il porte alors le jeune Asclépios chez le centaure Chiron, qui l'élève et lui enseigne l'art de la guérison. Une seconde version est en usage dans le sanctuaire principal d'Asclépios, Épidaure, selon laquelle Coronis enceinte d'Apollon aurait accouché secrètement à Épidaure. Elle abandonne l'enfant sur le mont Tithion, mais une chèvre et un chien appartenant à un berger voisin le trouvent et s'occupent de le nourrir et de le protéger. Le bébé montre déjà de prodigieuses capacités guérisseuses et peut ressusciter les morts. Selon une troisième version transmise par Hésiode, Asclépios est le fils d'Apollon et d'Arsinoé, fille de Leucippe. Une quatrième est proposée par le poète Isyllos d'Épidaure, qu'il a probablement inventée : Asclépios serait le fils d'Aigla, aussi appelée Coronis, et d'Apollon. Aigla est la fille de Phlégyas, un Épidaurien, et petite-fille de la muse Ératô. Ces différentes versions s'expliquent par la concurrence entre plusieurs cités se revendiquant être la patrie d'Asclépios. La version des messéniens, faisant d'Asclépios le fils d'Arsinoé, l'intègre dans la généalogie des rois de Messénie et fait qu'on lui rendait un culte Poliade. D'après Pausanias, le sanctuaire d'Apollon à Delphes soutenait la version épidaurienne, car la Pythie aurait rendu un oracle confirmant qu'Asclépios était fils d'Apollon et Coronis et né à Épidaure ; cet oracle fit de la version épidaurienne la plus reconnue du monde grec.

### Mort
Asclépios meurt foudroyé par Zeus en colère. Son crime est d'avoir tenté de ressusciter les morts grâce à du sang de la Gorgone que lui a remis Athéna : le sang coulé du côté gauche est un poison violent, mais celui du côté droit est un remède merveilleux. L'Ériphyle, pièce perdue de Stésichore nomme comme ressuscités Lycurgue et Capanée, deux des Sept contre Thèbes ; Phérécyde mentionne « ceux qui meurent à Delphes », sans plus de précision ; Pindare se borne à mentionner qu'Asclépios accomplit cet exploit moyennant d'importants honoraires. Des auteurs tardifs citent également Hippolyte, fils de Thésée, Tyndare, Hyménée et Glaucos. Lucien de Samosate, évoque qu'Asclépios, quand il était élève de Chiron, rendit la vie à Tyndare, et c'est cet événement qui provoque la colère de Zeus. Furieux, Apollon massacre les Cyclopes. Zeus s'apprête à jeter Apollon dans le Tartare puis, sur l'intercession de Léto, condamne simplement le dieu à servir un mortel pendant un an ; ainsi Apollon se met-il au service d'Admète comme bouvier. Dans une autre tradition, Apollon se venge sur les fils des Cyclopes et non sur les Cyclopes eux-mêmes.
Se rendant compte par la suite du bien qu'Asclépios avait apporté aux hommes, Zeus le place parmi les étoiles sous la forme de la constellation du Serpentaire.

### Mythes associés
Certaines traditions l'associent à la chasse du sanglier de Calydon et à l'expédition des Argonautes, mais dans l'ensemble, Asclépios est absent des grands cycles mythologiques.

## Famille

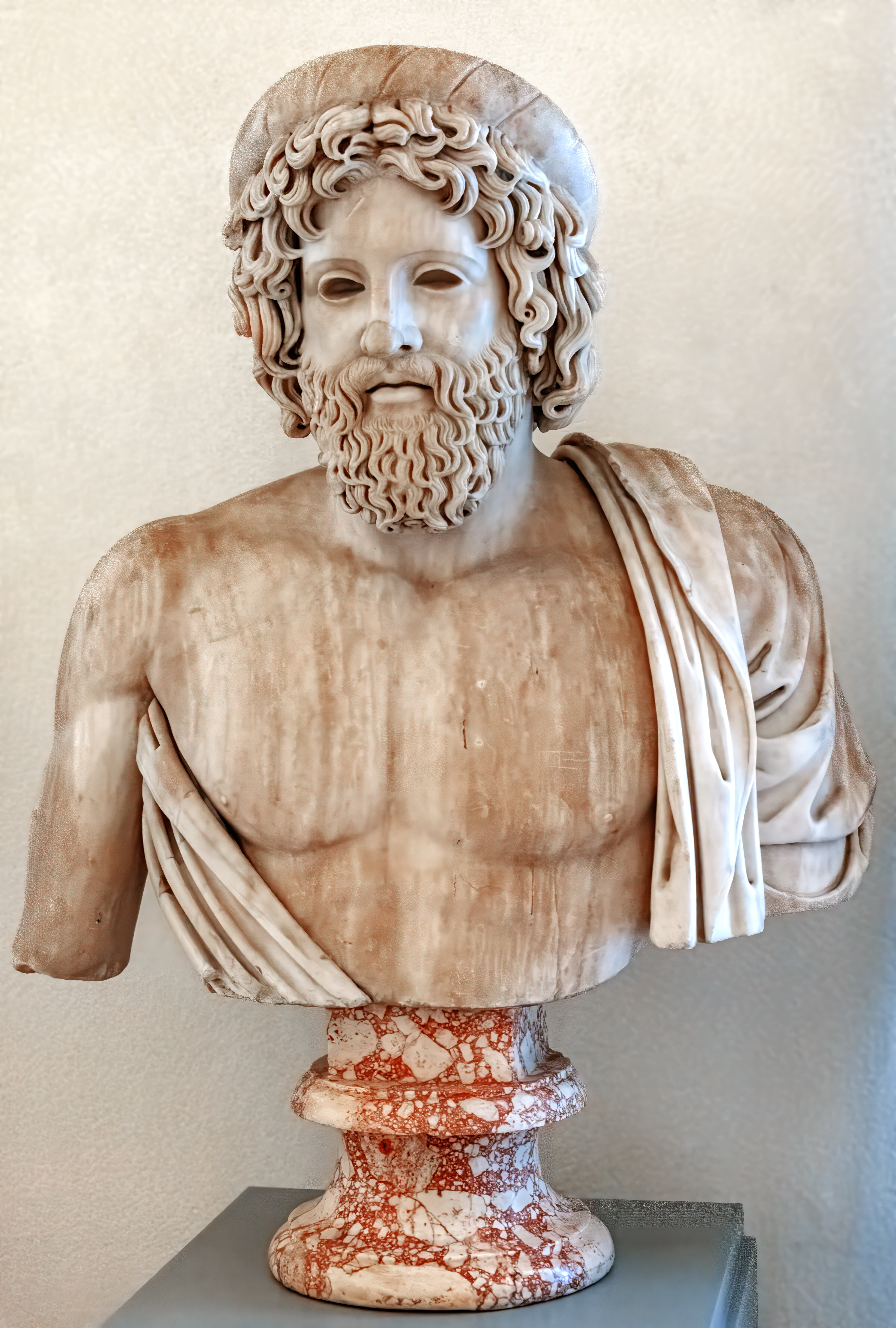
Buste d'Asclépios, musée Correr.

Lorsque le culte d'Asclépios est adopté à Athènes en 420 av. J.-C., de nouvelles divinités lui sont associées. On fait de lui le père de nouvelles déesses de la guérison, Hygie (Santé), Panacée (Qui Guérit Tout), Acéso (Médicament), Iaso (Guérison) et  Églé (La Lumineuse), auxquels s'ajoute la romaine Méditrine. On en fait aussi l'époux d'Épione (La Douce) dont le culte n'a pas connu beaucoup de succès ailleurs qu'à Athènes et à Épidaure. Cette famille de dieux de la santé est chantée dans les Péans consacrés à Asclépios. 
À la fin de l'époque hellénistique,  Télesphore, un dieu de la santé probablement d'origine celte, lui est associé à Pergame, puis à Rome, puis dans le reste du monde romain ; il est présenté comme son fils. 
Plusieurs héros sont identifiés comme ses fils ou petits-fils : Pausanias mentionne Évamérion (qu'il identifie à Télesphore) et Alexanor dans le sanctuaire de Titanè, et Akésis (identifié à Évamérion) dans celui d'Épidaure, Podalire et Machaon, guerriers et chirurgiens du camp grec lors de la guerre deTroie, sont également donnés comme fils d'Asclépios. Ils sont tous deux mortels au contraire de leurs sœurs, Machaon perdant la vie durant la guerre.
La famille d’Aristote prétendait descendre de Machaon, ce qui ferait donc d'eux des descendants d'Asclépios.

## Culte

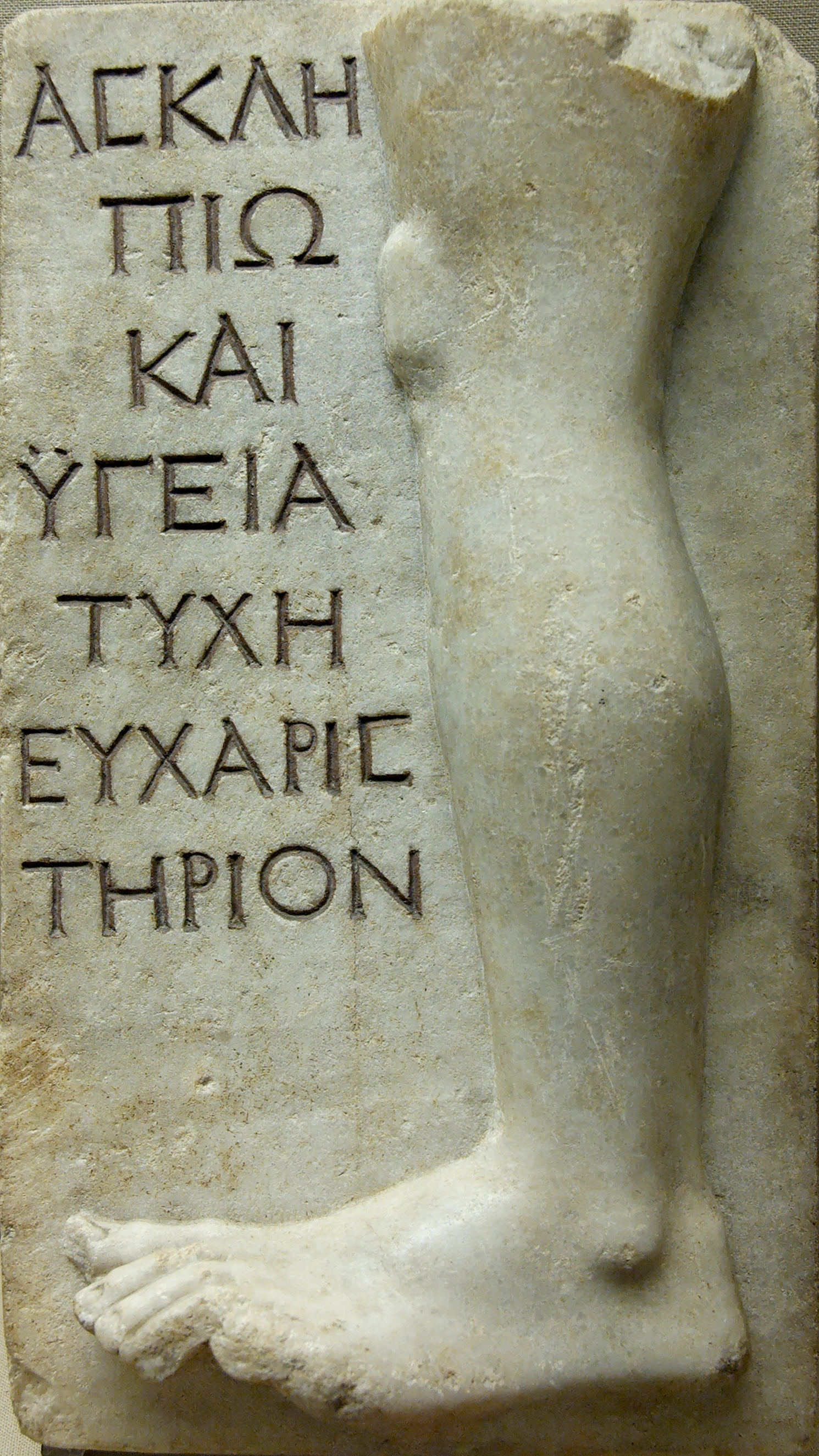
Ex-voto consacré à Asclépios pour la guérison d'une jambe, vers 100–200 ap. J.-C., British Museum.

Asclépios est un dieu lié à la divination, à la guérison et à l'eau. Il emprunte plusieurs aspects de sa symbolique et de son mode d'action à Apollon, dont il est cultuellement très proche. Dans tous ses sanctuaires est pratiquée l' incubation, un mode de consultation  oniromatique où le consultant peut directement entrer en contact avec le dieu. L'eau et la purification ont une place importante dans son culte, tant du point de vue hydromantique qu'hydrothérapique ; c'est pourquoi les temples sont presque toujours construits à proximité de sources avec d'ingénieux systèmes d’adduction d'eau. Le dieu est représenté comme un médecin divin, qui ausculte ses patients pendant leur sommeil et les guérit grâce à des remèdes ou des opérations chirurgicales, car il a une formation comparable à celle d'un médecin humain grâce à son mentor Chiron. Il peut également rendre des oracles sans rapport avec la santé, augmenter la fertilité d'une femme ou réaliser divers souhaits de ses consultants, bien que la médecine reste sa fonction principale. À partir du IVe siècle, Asclépios est presque toujours accompagné de la déesse Hygie dans ses temples.

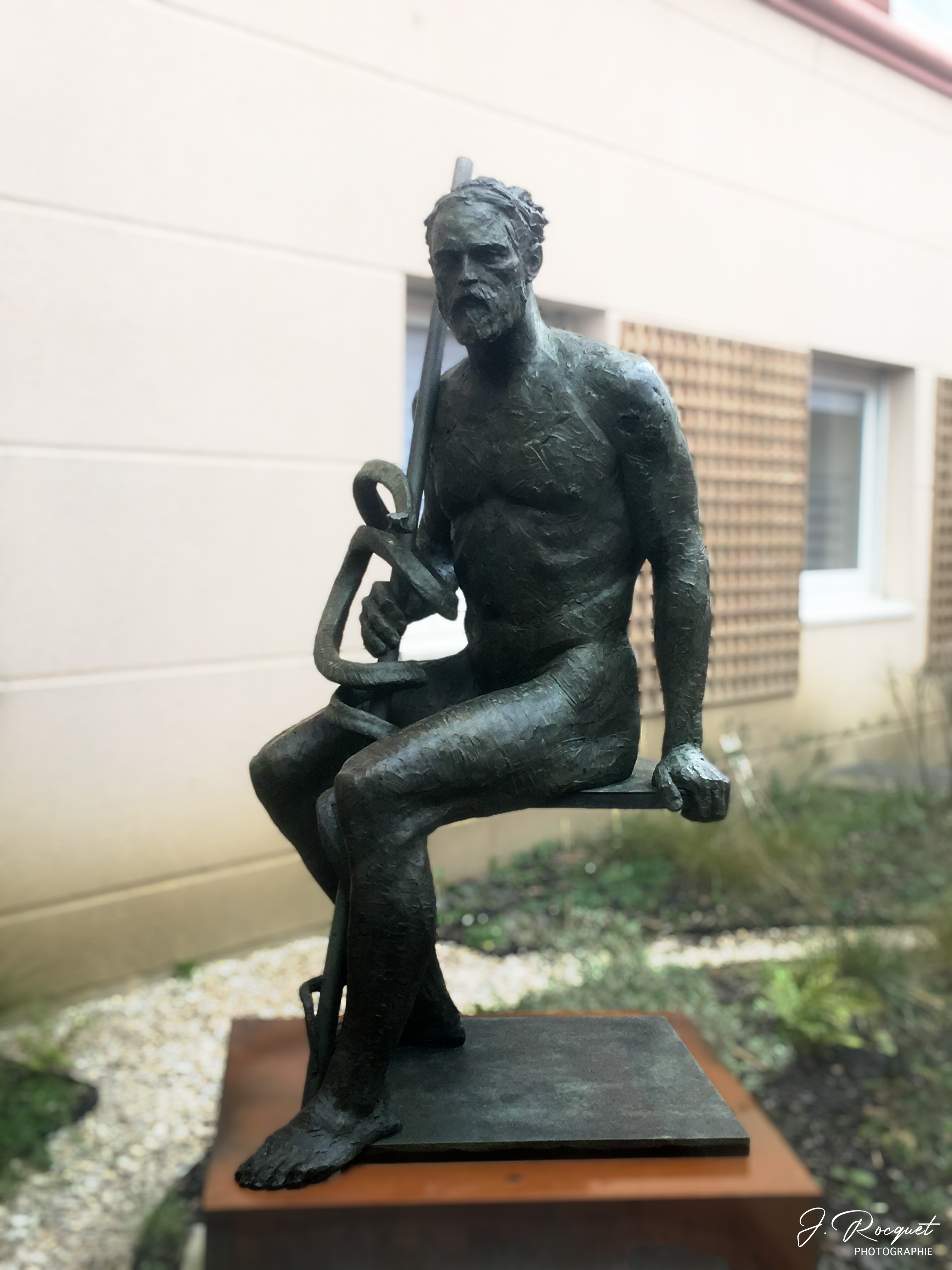
Bronze d'Asclepios par Christophe Charbonnel exposé au CMCO à Saint-Martin-Boulogne.

Le culte d'Asclépios en tant que dieu apparaît à Épidaure, en Argolide, où il s'installe au VIe siècle av. J.-C. ; le site était déjà occupé par un sanctuaire d'Apollon Maléatas depuis le VIIe siècle av. J.-C., lui-même dérivé du culte du dieu local méconnu Maléatas. Asclépios et Apollon sont honorés ensemble dans deux espaces différents, l'un dans la plaine et l'autre sur le mont Kynortion, bien qu'on pense aujourd'hui qu'ils ont eu un temple et un autel communs dans la plaine à l'époque archaïque. À partir du Ve siècle, le culte d'Asclépios se répand rapidement en Grèce continentale, notamment à Corinthe d'où il parvient aux cités de Grande Grèce. Il dispose de son propre sanctuaire à Delphes, à l'intérieur de celui consacré à Apollon. Il est souvent installé dans des lieux où étaient déjà honorées des divinités guérisseuses ou hydrothérapiques, comme Apollon ou les Nymphes. Son culte est un des plus populaires du monde méditerranéen ancien : on dénombre aujourd'hui trois cent vingt de ses temples.

Un des sanctuaires que nous connaissons le mieux est celui d'Athènes : il est situé sur les pentes de l'acropole d'Athènes entre le théâtre de Dionysos et le temple de Thémis. Il est introduit dans la cité pendant la guerre du Péloponnèse à la suite de la Grande Peste de 429/430 av. J.-C. qui ravage Athènes et emporte notamment le stratège Périclès, laissant un traumatisme durable dans l'esprit des citoyens. Deux hommes ont fait venir le culte à Athènes : Sophocle, le fameux auteur tragique et homme politique, qui était déjà prêtre d'un autre héros guérisseur et probablement membre de la confrérie de Orgéons, l'installe dans l'Amynéion, un temple privé. Télémachos d'Acharnes fait venir le dieu depuis Épidaure en 420 et construit le temple de l'Acropole à ses frais ; il consacre vingt ans plus tard un monument pour rappeler son rôle dans l'installation d'Asclépios, puisqu'il est éclipsé par Sophocle dans la mémoire collective. Asclépios est accueilli dans le temple des déesses Déméter et Coré et initié aux Mystères d'Éleusis. La fête annuelle d'Asclépios, les Épidauria, a lieu pendant la semaine des fêtes d'Éleusis. Le culte d'Asclépios devient public au début du IVe siècle. On a trouvé dans son temple, l'Asclépiéion, de nombreux reliefs votifs représentant le dieu avec sa famille en train de recevoir ou de guérir des suppliants.

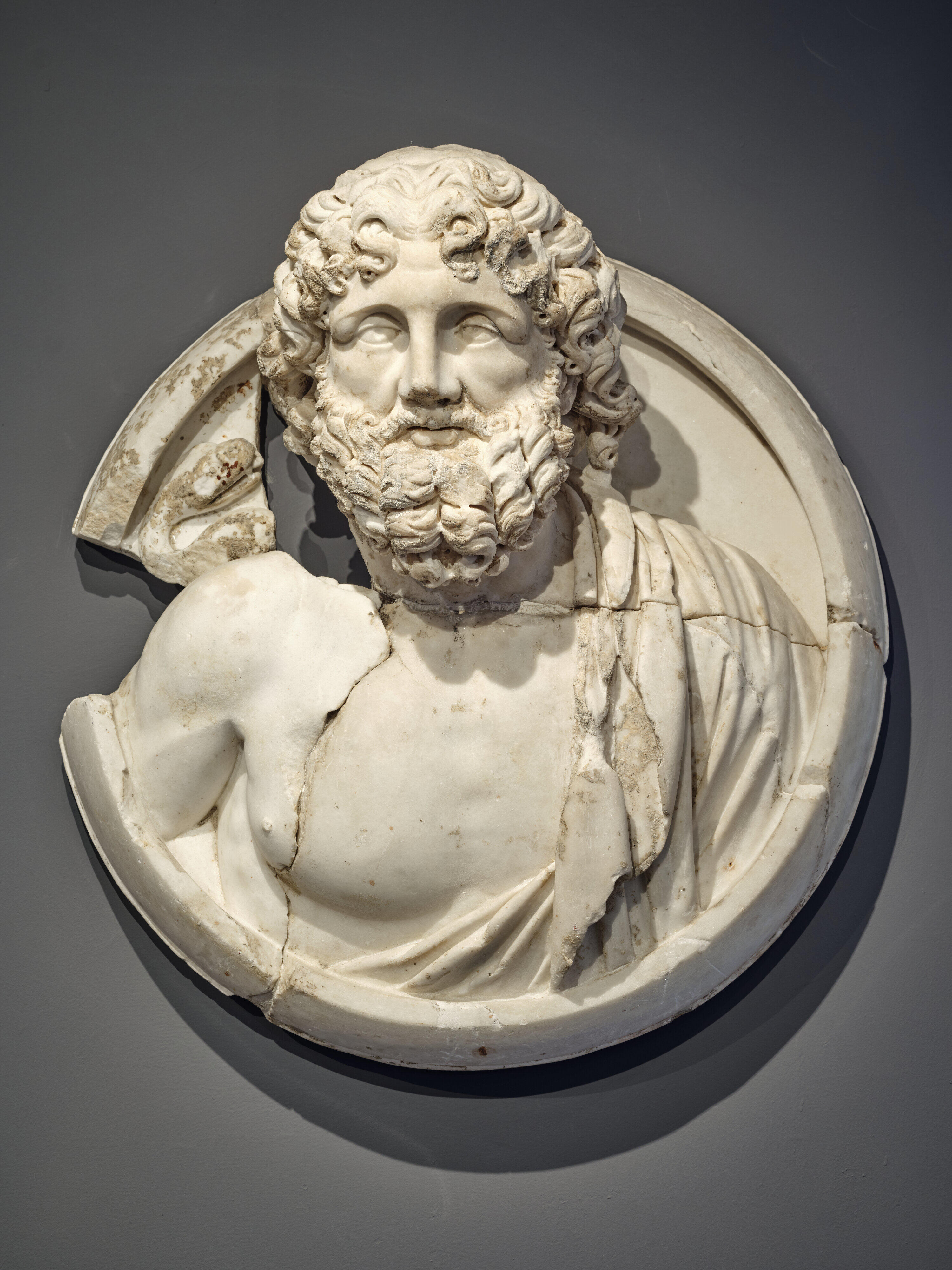
Esculape. Médaillon en marbre découvert sur le site de la villa romaine de Chiragan conservé au musée Saint-Raymond.

Asclépios et Hygie sont honorés dans un temple à Corinthe depuis au moins le milieu du VIe siècle av. J.-C.. Il semble y être associé à Apollon, avant que les Cypsélides ne fassent du guérisseur la principale divinité de la cité,. On trouve également un Asclépéion à Titane, voisine de Corinthe ; selon la légende, le sanctuaire et la statue de culte, d'aspect archaïque, sont l'œuvre d'Alexanor, fils de Machaon et petit-fils du dieu.
À l'époque hellénistique, le culte d'Asclépios est répandu dans tout le bassin méditerranéen. À Morrylos, en Macédoine, Asclépios est la divinité la plus honorée ; un troupeau sacré de vaches lui est consacré. En Phénicie, le dieu est assimilé au guérisseur Eshmoun ; une inscription dans son temple à Sidon montre qu'Asclépios y est vénéré dès le IVe siècle av. J.-C.. À Rome, un temple dédié à Esculape est érigé sur l'île tibérine au début du IIIe siècle av. J.-C. Son culte est attesté en Palestine à partir du Ier siècle ap. J.-C., en association avec les sources chaudes de Tibériade, réputées pour leurs vertus médicinales : une monnaie de bronze frappée par la cité en 99 ap. J.-C. représente sur son revers Hygie (sa fille) tenant dans la main gauche un serpent représentant Asclépios, assise sur un rocher dont s'écoulent des eaux jaillissantes. Le culte d'Asclépios et Hygie est également attesté à Néapolis, actuelle Naplouse, à partir du IIe siècle ap. J.-C., et à Ascalon à partir du Ve.
À Pergame, le sanctuaire d'Asclépios est construit autour d'une fontaine miraculeuse censée redonner la parole aux muets.

## Réinterprétation
Les auteurs alchimiques ou médicaux de la Renaissance ont réinterprété la figure d'Asclépios. Ainsi, Michael Maier écrit en 1614 : « Après la naissance de la rougeur, c'est-à-dire d'Apollon, celui-ci couche dans le vase avec Coronis, nymphe noire comme une corneille, et engendre Esculape, l'auteur de toute médecine philosophique. Cet Esculape ne peut se séparer de sa mère, c'est-à-dire de la terre noire, que par combustion. Alors naît Esculape le très pur, la médecine d'or philosophique, parfaite en tous ses nombres. »

## Représentations

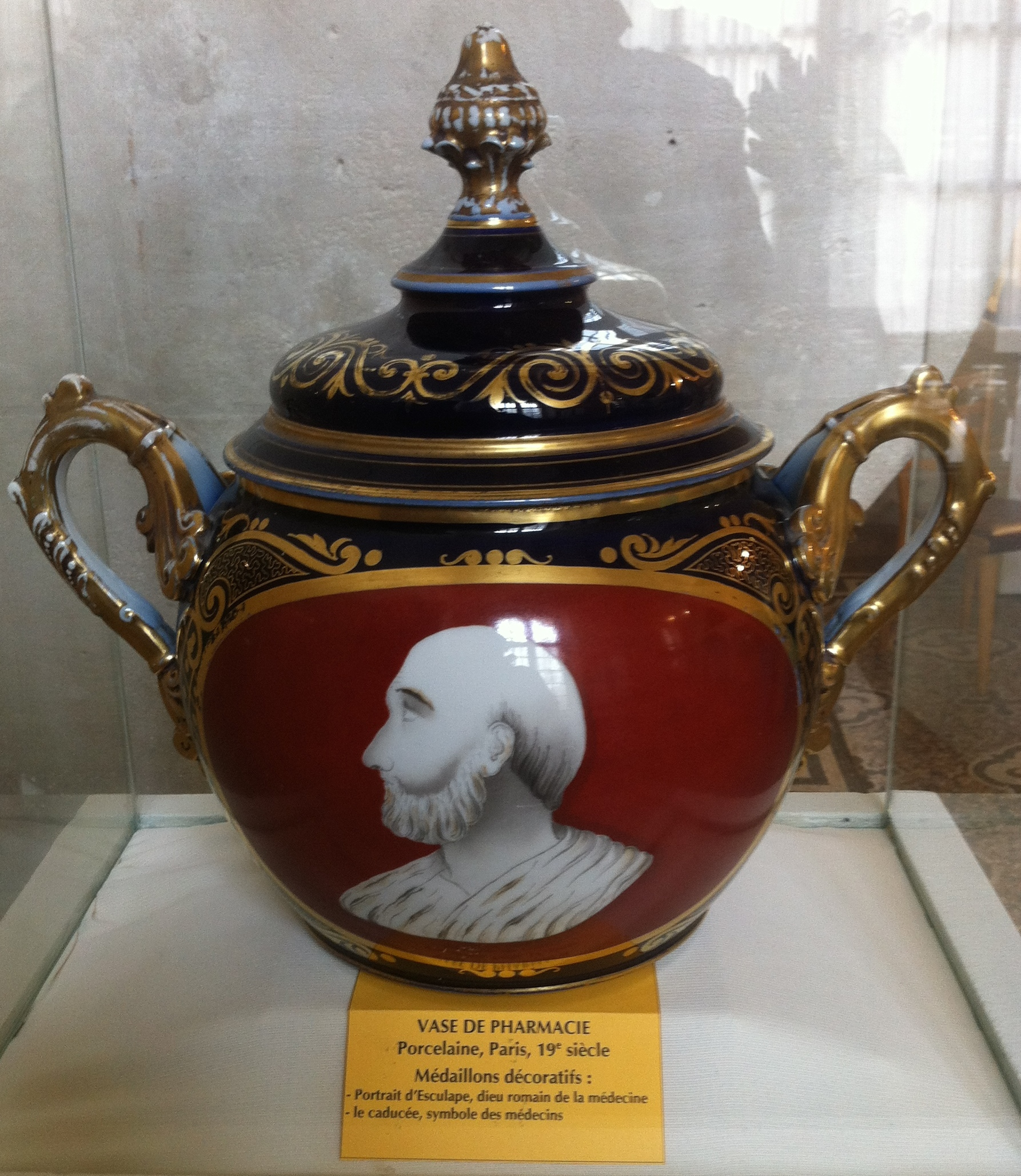
Vase de Pharmacie. Porcelaine, Paris, XIXe siècle. Médaillons décoratifs : Portrait d'Esculape, dieu romain de la médecine; Le caducée, symbole des médecins. Musée de l'apothicairerie à Troyes.

Les sources littéraires, principalement Pausanias, attribuent des statues d'Asclépios à une quinzaine de sculpteurs :
- Dionysios d'Argos, auteur de statues d'Asclépios et d'Hygie consacrées par Micythos à Olympie[42] ;
- Colotès, auteur d'une statue en ivoire d'Asclépios à Cyllène[43] ;
- Phyromachos, sculpteur de grand renom de l'époque hellénistique, est l'auteur de la statue de culte chryséléphantine de l'Asclépieion de Pergame [44] ;
- Alcamène, auteur d'une statue d'Asclépios à Mantinée[45] ;
- Thrasymédès de Paros, auteur d'une statue chryséléphantine d'Asclépios dont les dimensions sont la moitié de celles de la statue de Zeus à Olympie[46] ;
- Timothéos, auteur d'une statue d'Asclépios à Trézène, également interprétée comme un Hippolyte fils de Thésée[47] ;
- Scopas, auteur de statues d'Asclépios imberbe et Hygie en marbre du Pentélique dans l'Asclépéion de Gortyne d'Arcadie[48], et de statues d'Asclépios et Hygie, également en marbre du Pentélique, entourant Athéna, dans le temple d'Athéna Aléa à Tégée[49] ;
- Bryaxis, auteur de statues d'Asclépios et Hygie à Mégare[50] ;
- Nicératos, auteur des statues d'Esculape et Hygie exposées dans le temple de la Concorde à Rome[51].

Époque moderne
Des sculpteurs plus récents ont également réalisé des représentations d'Asclépios comme William John Coffee au début du XIXe siècle.

## Épithètes, attributs et sanctuaires
- Ses animaux favoris : le coq, le chien et le serpent
- Ses attributs : le bâton
- Sanctuaire d'Asclépios et théâtre d'Épidaure, Temple d'Esculape (Trèves)

## Source
- Cet article est partiellement ou en totalité issu de l'article intitulé « Esculape » (voir la liste des auteurs).